# Capão da Canoa
Capão da Canoa là một đô thị thuộc bang Rio Grande do Sul, Brasil. Đô thị này có diện tích 97,096 km², dân số năm 2007 là 36929 người, mật độ 380,34 người/km².